# Chernes cavicola
Espèce
Chernes cavicola est une espèce de pseudoscorpions de la famille des Chernetidae.

## Distribution
Cette espèce est endémique de Slovénie.

## Publication originale
- Joseph, 1882 : Systematiches Verzeichniss der in den Tropfstein-Grotten von Krain einheimischen Arthropoden nebst Diagnosen der vom Verfasser entdeckten und bisher noch nicht beschriebenen Arten. Berliner Entomologische Zeitschrift, vol. 26, p. 1-50.